# Савинка (приток Шарны)
Савинка (Ивушка) — ручей в России, протекает по Любимскому району Ярославской области. Устье ручья находится в 9,4 км по левому берегу реки Шарна от её устья. Длина ручья составляет 10 км. Сельские населённые пункты у реки: Круглово, Митино.

## Данные водного реестра
По данным государственного водного реестра России относится к Верхневолжскому бассейновому округу, водохозяйственный участок реки — Кострома от истока до водомерного поста у деревни Исады, речной подбассейн реки — Волга ниже Рыбинского водохранилища до впадения Оки. Речной бассейн реки — (Верхняя) Волга до Куйбышевского водохранилища (без бассейна Оки).
Код объекта в государственном водном реестре — 8010300112210000012936.